# Anemone yezoensis
Anemone yezoensis är en ranunkelväxtart som beskrevs av Gen-Iti Koidzumi. Anemone yezoensis ingår i släktet sippor, och familjen ranunkelväxter. Inga underarter finns listade i Catalogue of Life.